# Bug-Jargal
Bug-Jargal (izdan 1826.) je roman Victora Hugoa o prijateljstvu između zarobljenog Afričkog princa, koji se zove kao naslov romana, i francuskog časnika Leopolda D'Auverneya za vrijeme Haićanske revolucije. Roman je temeljen na kratkoj priči koju je Hugo izdao 6 godine prije, dok je još bio tinejdžer.